# Mojetínský hřbet
Mojetínský hřbet je geomorfologický okrsek Adamovské vrchoviny. Nachází se severně od města Boskovice.

## Reliéf
Mojetínský hřbet je okrskem Adamovské vrchoviny a zároveň její nejsevernější částí. Na západě sousedí s okrskem Jevíčská sníženina a částečně též s Chrudichromským hřbetem, na severu se Štěpánovskou planinou, východní hranici sdílí s Protivanovskou planinou a na jihu sousedí s Valchovským prolomem.
Jedná se o hřbet táhnoucí se jihozápadním směrem. Nejvyšším vrcholem je Mojetín s nadmořskou výškou 607,9 m n. m., nejnižší části v jihozápadní části se nacházejí okolo 355 m n. m. Jeho relativně ploché vrcholové části se prudce svažují do údolí, která jej dělí od dalších geomorfologických celků.
Největší plochu oblasti zaujímají katastry obcí Knínice a Vážany, jihozápadní část pak spadá pod obec Sudice, jih pod Boskovice, na východě vede po hranicích katastrů obcí Vratíkov, Okrouhlá a Kořenec a severní část spadá pod obec Šebetov. Celé území leží na území okresu Blansko.

## Geologie

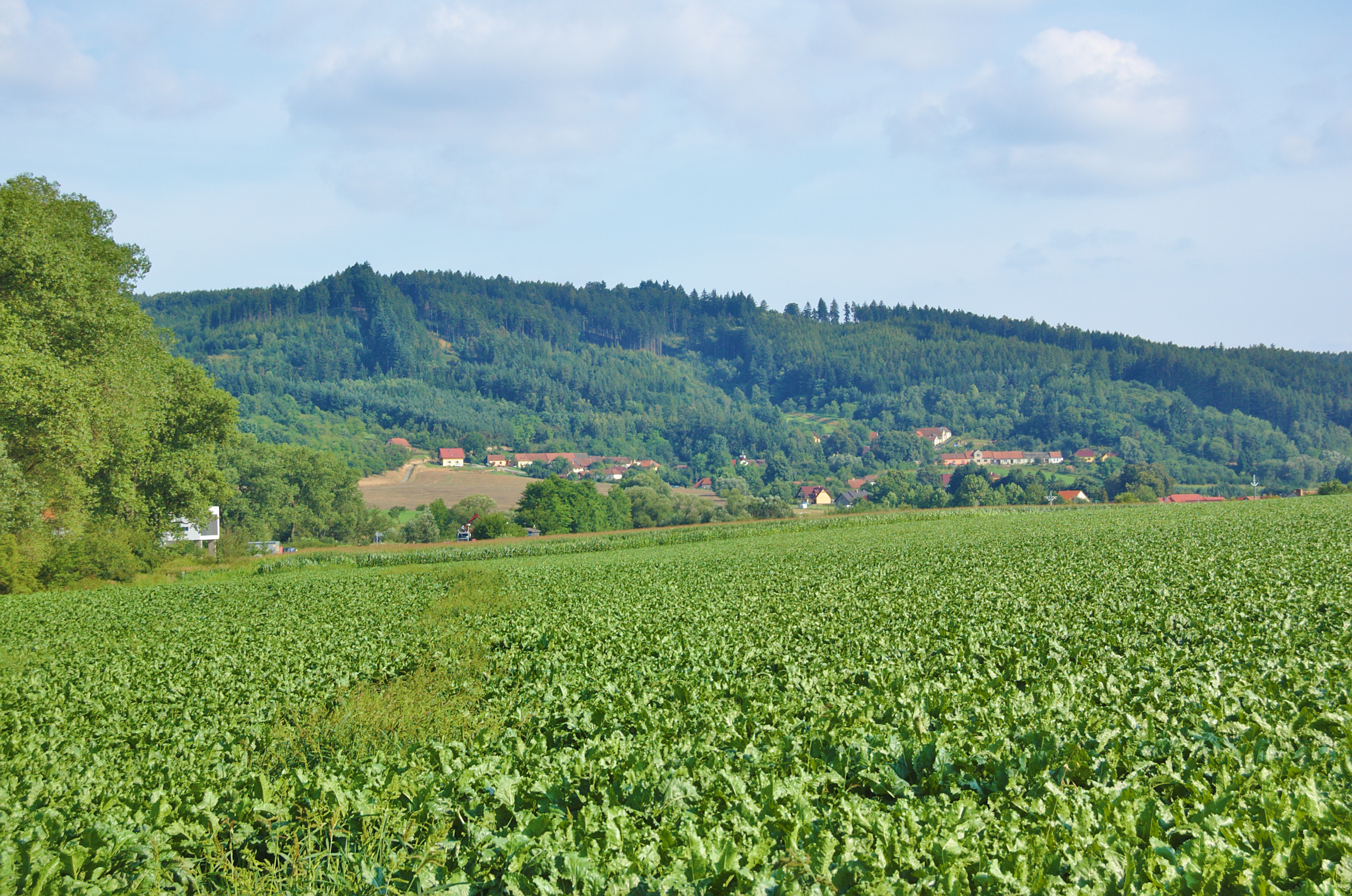
Obec Vážany a nad nimi se rozkládající Mojetínský kras

Podloží tvoří granodiority brněnského plutonu, permské slepence a devonské křemence. V západní části, kde se rozkládá krasové území, se nacházejí svrchnodevonské vápence němčického pruhu.
Pokryv tvoří kambizemě, jižní a západní část přechází do hnědozemě a pseudogleje, na jihozápadě se nachází malý kus černozemě.
V severní části se nachází opuštěný kamenolom.

## Kras
Mojetínský kras se rozkládá ve střední části hřbetu na jeho západní straně v katastru obcí Knínice a Vážany. Krasové jevy jsou vázány na ostrůvky svrchodevonských vápenců, které tvoří nejsevernější výběžek němčického pruhu.
Z krasových jevů se na území vyvinuly převážně škrapy a hřebenáče.
V současnosti jsou v krasu evidovány dvě jeskyně: Krasový kužel a Bezejmenná, podle jiných zdrojů Jezevčí díra a Pepkova díra. Délka jeskyní je 10, respektive 7 metrů. Na existenci větších jeskyní odkazuje několik zasutěných portálů, žádné větší podzemní prostory však zatím nebyly objeveny.

## Hydrologie

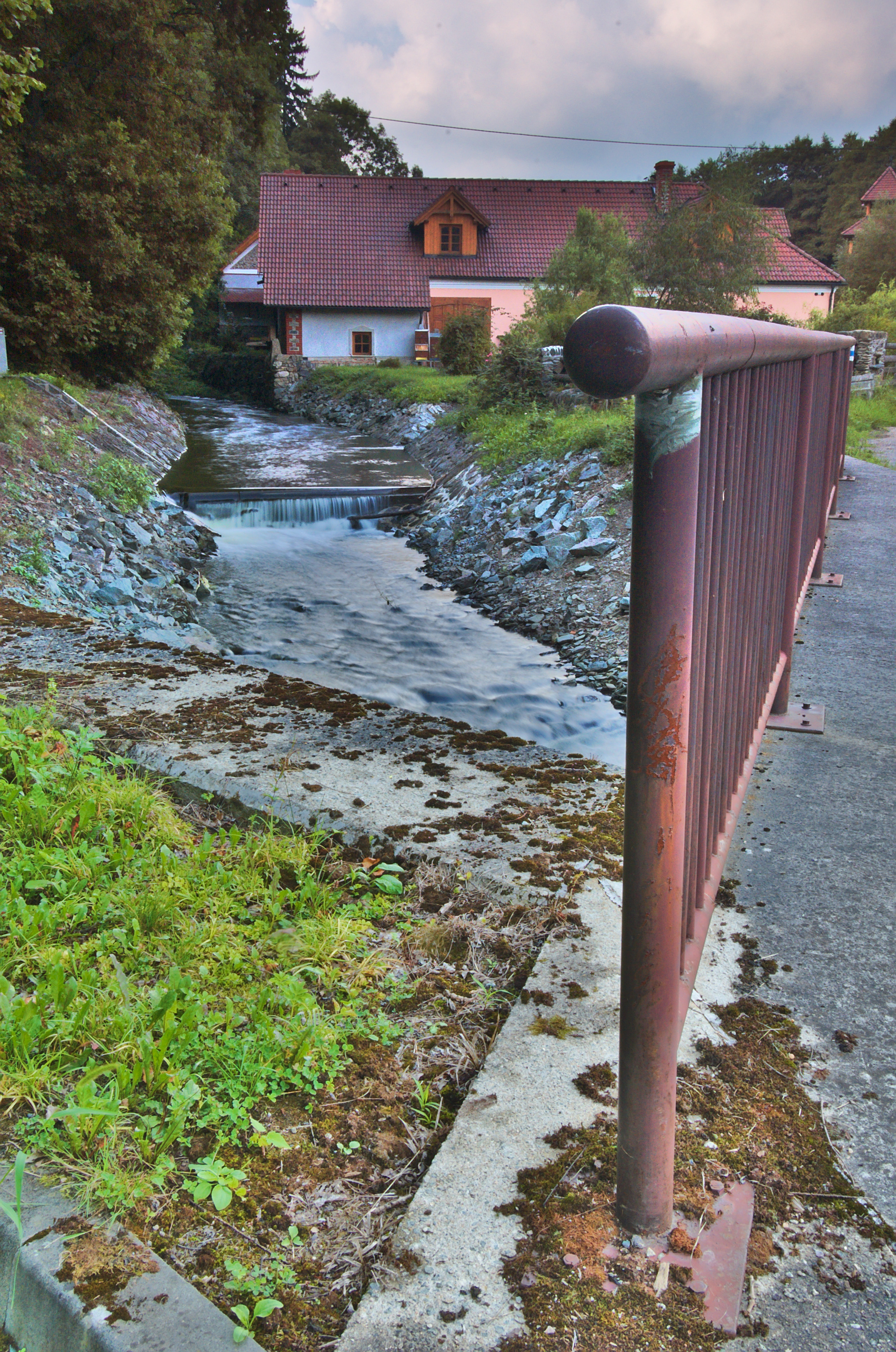
Říčka Bělá v osadě Melkov

Nejvýznamnějším vodním tokem je Bělá, která tvoří východní hranici okrsku a v jeho jižní části se vlévá do vodní nádrže Boskovice. Většina toků, především Semíč, Knínický potok a Osaka odtékají na západ.
Na Knínickém potoku a bezejmenném potoku jižně od Knínic byly zbudovány rybníčky.
V Mojetínském krasu se dostávají na povrch tři vývěry

## Přírodní poměry

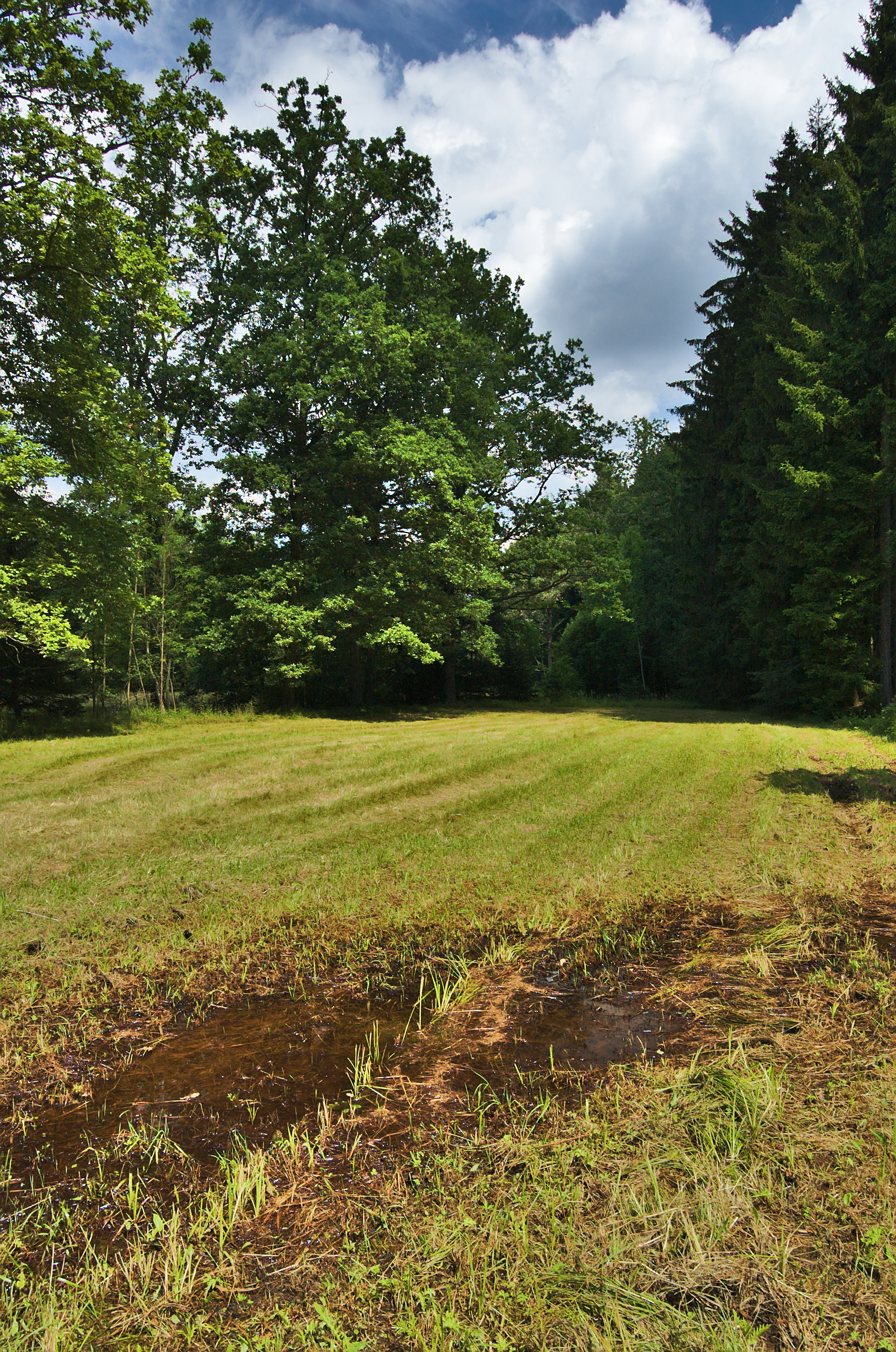
Přírodní památka Horní Bělá

Lidskou činností jsou poznamenány pouze okrajové části území, v jeho centrální části roste přírodní a polopřírodní vegetace. Ta je narušena pouze v jeho severozápadní části v okolí obce Šebetov, kde jsou udržovány umělé povrchy.
Zastavěnost území je minimální a pouze v okrajových částech. Na severozápadě se nachází obec Šebetov, jižně od ní Knínice a Vážany, na východě osada Melkov.
Východní část se nachází ve 4. vegetačním stupni, západní ve 3. Na severovýchodě roste převážně jedlovo-bučinový les, který přechází do dubovo-jedlové bučiny v centrální části, na západě se vyskytují dubové bučiny a pro východní část jsou typické jedlové bučiny.

### Ochrana přírody
Západní část Mojetínského hřbetu spadá pod přírodní park Řehořkovo Kořenecko. V jihovýchodní části, v údolí Bělé, se rozkládají podmáčené louky chráněné jako přírodní památka Horní Bělá.
Na východním okraji okrsku v údolí Bělé, podél asfaltové cesty z Melkova k Pilce, se nachází březová Melkovská alej, která byla v roce 2015 vyhlášena alejí roku.

## Klima
Celek se řadí do oblasti MT3, severovýchodní část pak spadá pod CH7.
Na většině území se vyskytuje topoklima normálně osluněných svahů, místně topoklima konvexních tvarů splývajících s okolím a v severní části topoklima dobře osluněných svahů. V okolí bezejmenného vodního toku v jižní části se vyskytuje topoklima vyhloubených tvarů.

## Historie

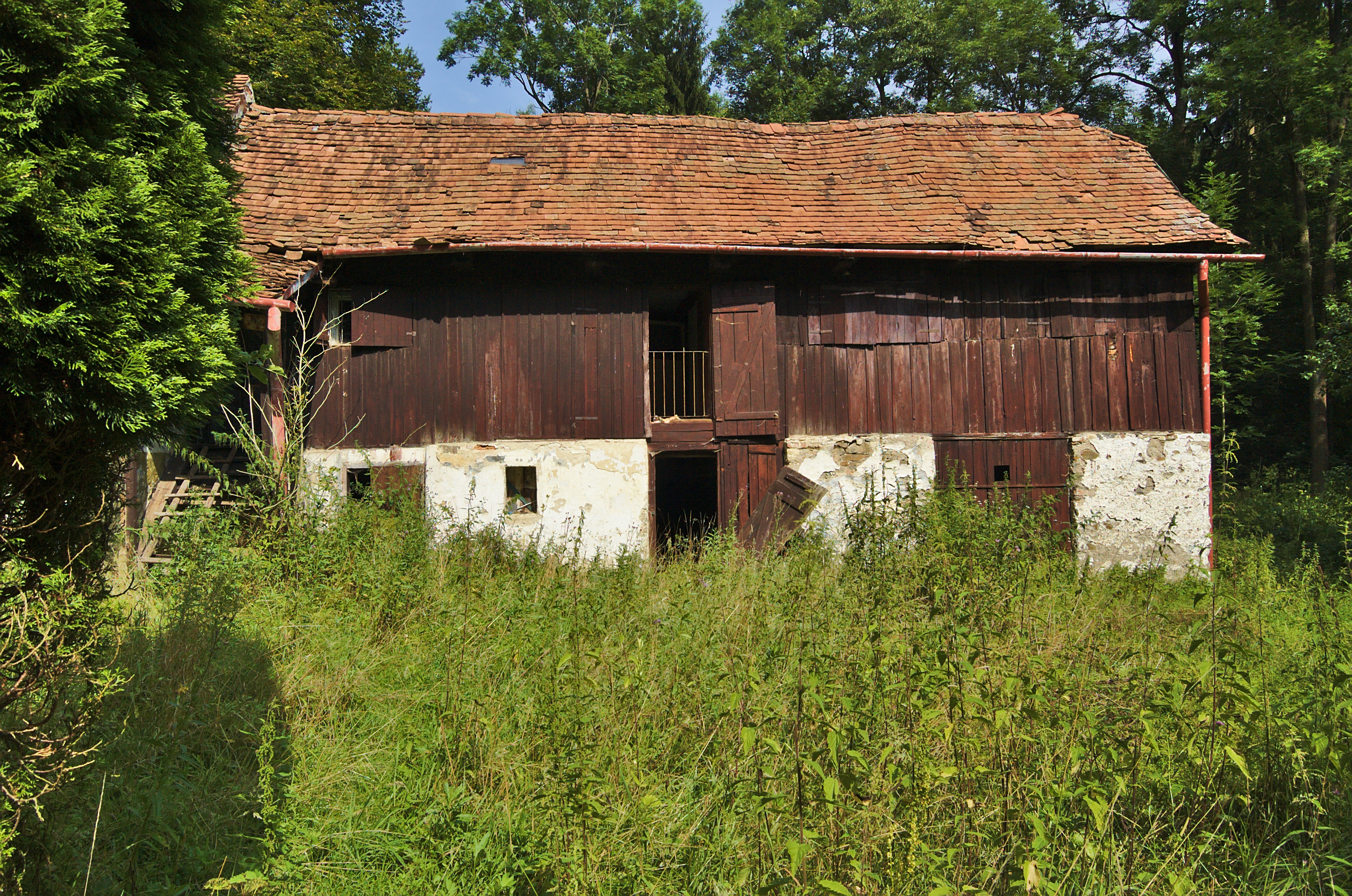
Samota Pilka - bývalá vodní pila na říčce Bělá

Archeologickým výzkumem bylo potvrzeno osídlení z doby bronzové lidu únětické kultury v jednom z portálů Mojetínského krasu.
Osídlení existovalo v okolí Mojetína i v době slovanské hradištní kultury.
Ve středověku stávala východně od Vážan v blízkosti vrcholu Mojetín dnes již zaniklá osada Stryelech (Střelech). První písemná zmínka o ní pochází z roku 1255 v souvislosti sporu mezi premonstráty z Klášterního Hradiska s obyvateli Vážan o hranice obce a využívání lesů. Tato ves však brzy zaniká a k jejímu znovuobjevení dochází v rámci výzkumu Ervína Černého v 70. letech 20. století. Z pozůstatků jsou na místě patrné lochy.
Jihovýchodně od Vážan se rozkládala též osada Lhota u Vážan. Dodnes jsou na jejím místě patrné nejen lochy, ale též plužiny.
V severovýchodní části, v údolí říčky Bělá, stávala vodní pila. První zmínka o ní pochází z roku 1868, provoz skončila před rokem 1880. Dodnes se zachovala stavba pily, která však již značně chátrá. Nová pila, tentokráte již parní, byla vystavěna kolem roku 1880 v osadě Melkov. Ta přestala sloužit svému účelu roku 1898, kdy bylo vybavení přesunuto do nové provozovny v místech, kde se měla plánovaná železniční trať přiblížit k obci Šebetov.
Mojetín sloužil jako orientační bod již ve středověku, poprvé jej lze nalézt v mapách z 18. století. Samotné jméno Mojetín se vyskytuje až během druhého vojenského mapování, výška tehdy byla stanovena na 602 metrů. Odchylka vznikla nejen díky nepřesnosti, ale především použitím jadranského výškového systému. Tehdy byl také na vrchol umístěn trigonometrický bod. Během třetího vojenského mapování je již u vrcholu uvedena výška 605,7 m n. m.
Původ jména Mojetín není znám, stejně tak jako není zřejmý důvod místního jména, Babylón.

## Pamětihodnosti

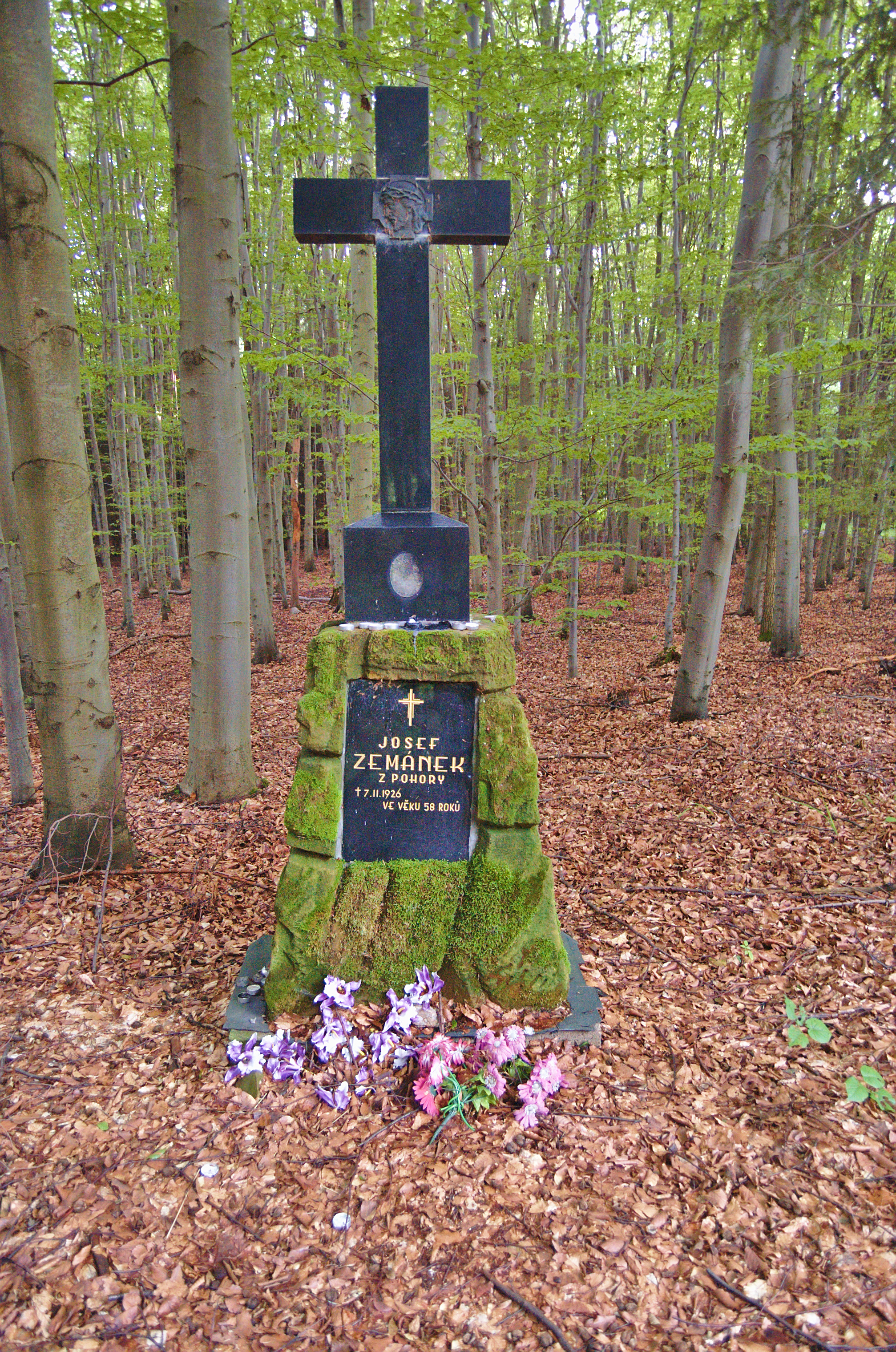
Kříž u odbočky na Melkov

V okrajových částech celku lze nalézt velké množství památek, které se nacházejí uvnitř nebo poblíž existujících sídel.
V centrální části se v lesích nacházejí tři pomníčky, připomínající různé tragické události.
Na dřevěném křížku kousek jihozápadně od vrcholu Mojetín stojí: "T.Sedlák z Knínic †1925". Tento pravděpodobně stolař, narozen ve Vážanech, zemřel 31. července 1926 na infarkt buď při stavbě dřevěné rozhledny nebo při poledním spánku.
U asfaltové silnice u odbočky na Melkov stojí žulový kříž s nápisem: "Josef Zemánek z Pohory †7.11.1926 ve věku 58 roků". Tento handlíř narozen v Horním Štěpánově dostal zmíněného dne infarkt při zpáteční cestě z Boskovic.
V blízkosti Mojetínského krasu se nachází pomíček ve tvaru slzy s nápisem: "Zde odevzdal 26.8.1930 svou duši Hospodinu c. A.V. Ševčík, pravoslavný protopresbyter moravský...". Původně z Knínic, Alois Ševčík se po vystudování teologie v Brně stal římskokatolickým knězem, posléze přechází k nově zformované Církvi československé, od které přechází k pravoslavné církvi. Na jedné z procházek s manželkou během návštěvy rodného kraje dostává v lese infarkt, na který umírá.

## Doprava

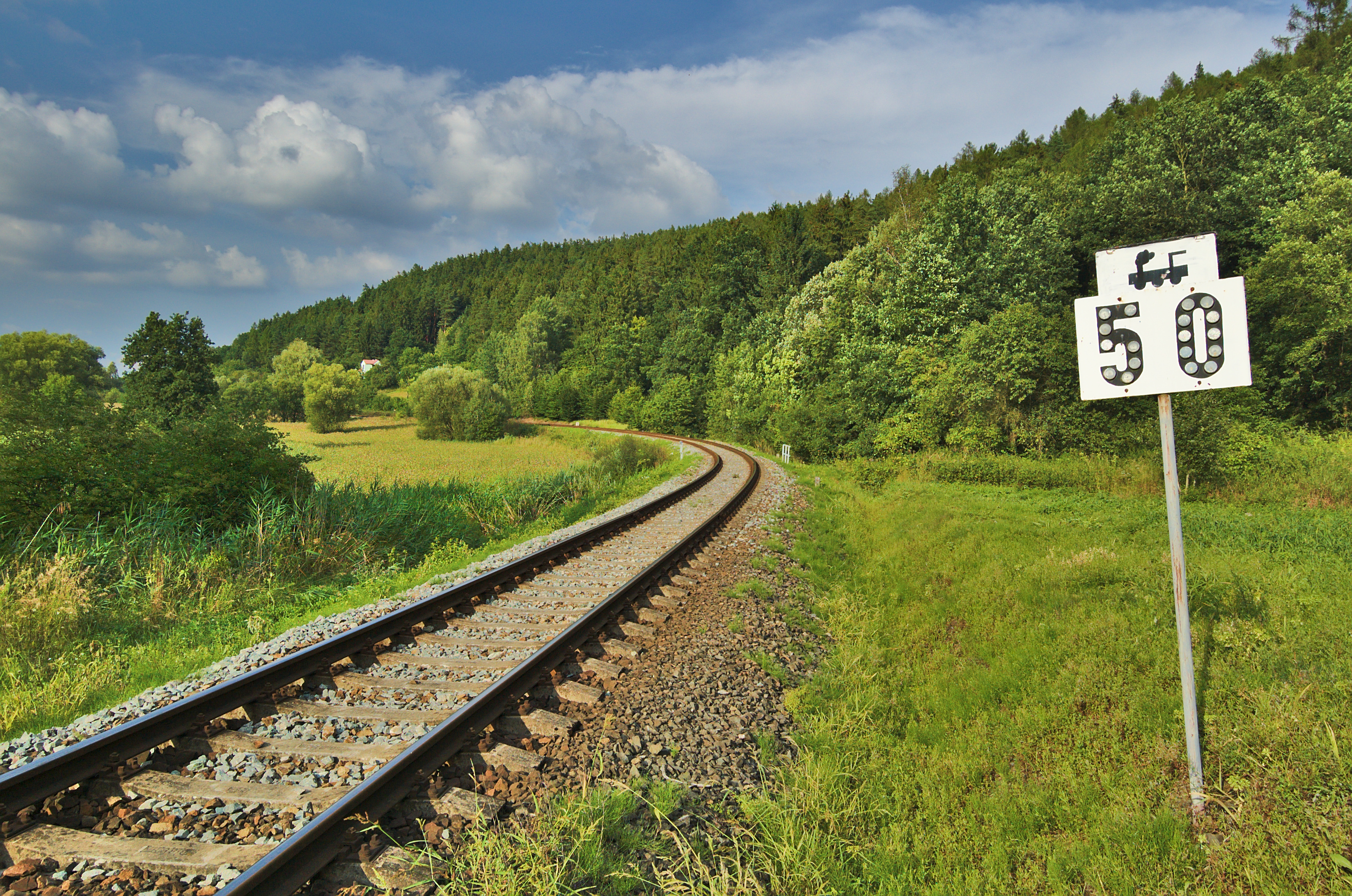
Železniční trať 262 mezi stanicemi Boskovice a Knínice blízko Sudického dvora, nad ní se vypíná Mojetínský hřbet

Mojetínský hřbet je protnut silnicí třetí třídy 3744 v úseku Šebetov - Kořenec. Ve vrcholové části se z ní odpojuje silnice třetí třídy číslo 37354 dále vedoucí na Pohoru, do Horního Štěpánova a do Lipové.
Západní okraj je lemován silnicí druhé třídy 374.
Mojetínský hřbet protíná v severo-jižním směru asfaltová lesní cesta, na kterou je však zákaz vjezdu motorových vozidel. Je po ní však vedena cyklostezka. Další zpevněnou lesní cestu lze najít na východním okraji okrsku, v údolí říčky Bělá, která slouží jako příjezdová komunikace z obce Okrouhlá do osady Melkov a dále k silnici třetí třídy 3744, se kterou se spojuje u bývalé pily Pilka.
Na západním okraji se celku dotýká železniční trať 262.

## Turistika
Pro pěší turistiku je od Boskovic vrcholovým hřebenem značena modrá turistická značka. Ta se u křížku věnovanému památce Josefu Zemánkovi stáčí východně dolů k osadě Melkov a pokračuje Melkovským údolím k samotě Pilka, kde překonává hřeben a pokračuje na západ do obce Šebetov.
Pro cyklisty je po hřebeni značená cyklostezka 5028 vedoucí ze směru od Boskovic na Pohoru a dále. Od Pohory také vede po silnici třetí třídy cyklostezka 505, která se stáčí směrem na Kořenec. Z ní se v Melkovském údolí odpojuje cyklostezka 5226 vedoucí přes Melkov k Vratíkovu. Z křitovatky silnic 3744 a 37354 vychází cyklotrasa 5223 směrem k Šebetovu. U rozcestníku Chlum se z cyklostezky 5028 odpojuje jiná, která vede do Sudic pod číslem 5224.
V blízkosti odbočky na Melkov se nachází altánek.
Od konce 20. let 20. století údajně stávala na vrcholu Mojetín dřevěná rozhledna, o které však neexistují záznamy v šebetovské ani knínické kronice. Zprávy o ní pocházejí pouze z ústních zdrojů.

## Fotogalerie

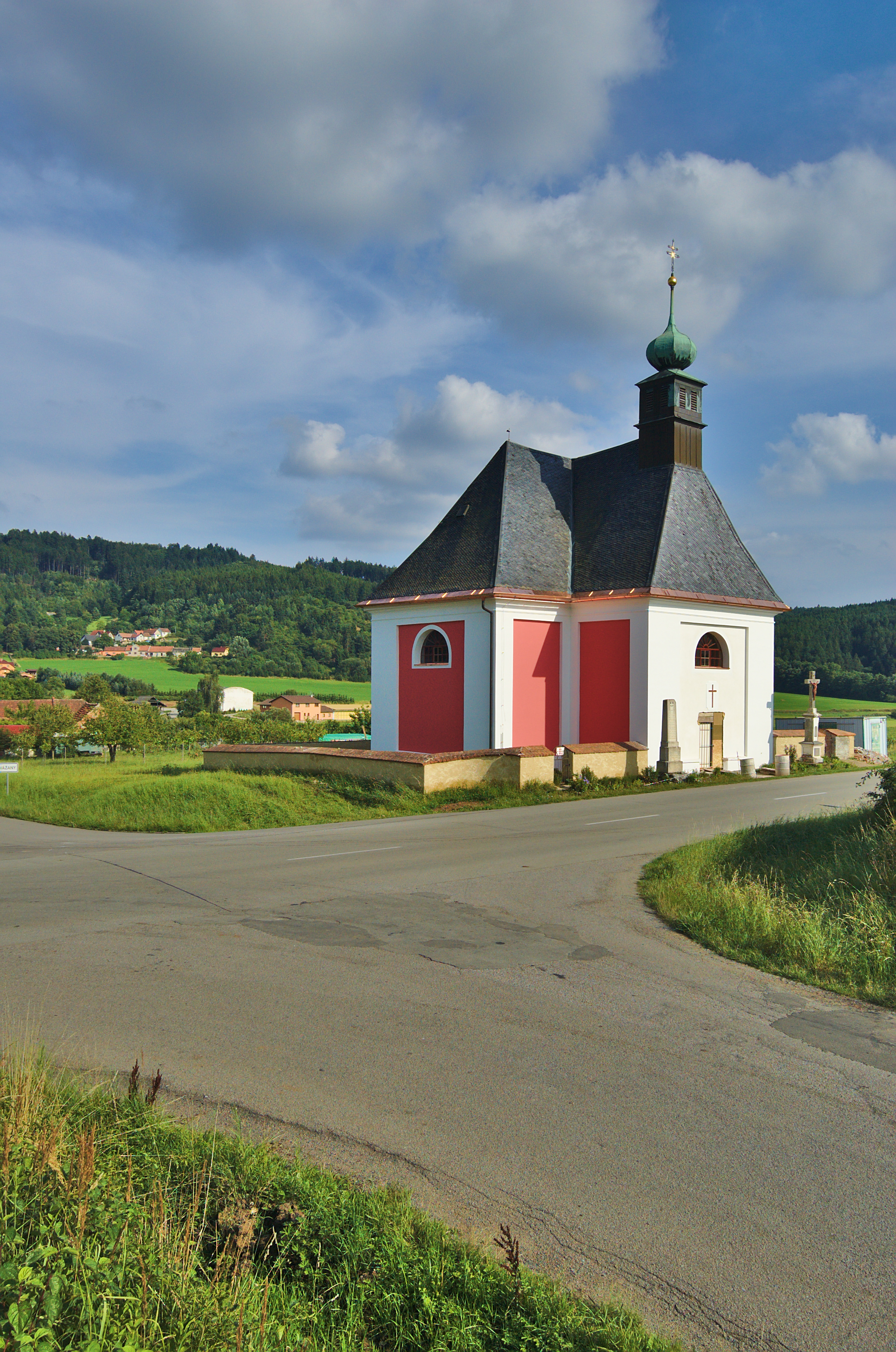
Kostel Zvěstování Panny Marie ve Vážanech, Mojetínský hřbet se vypíná v pozadí
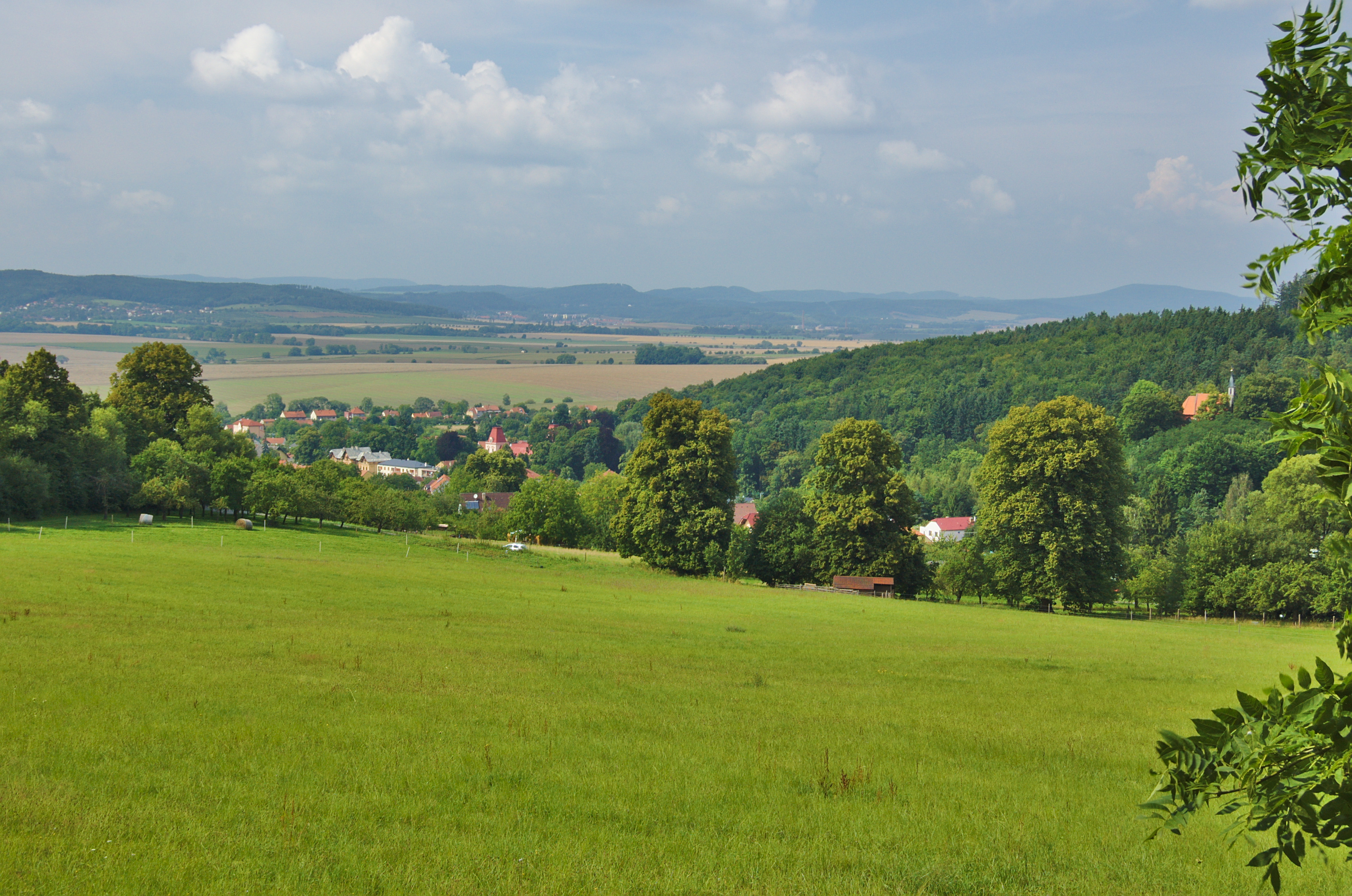
Pohled na Šebetov, v popředí viditelné umělé povrchy
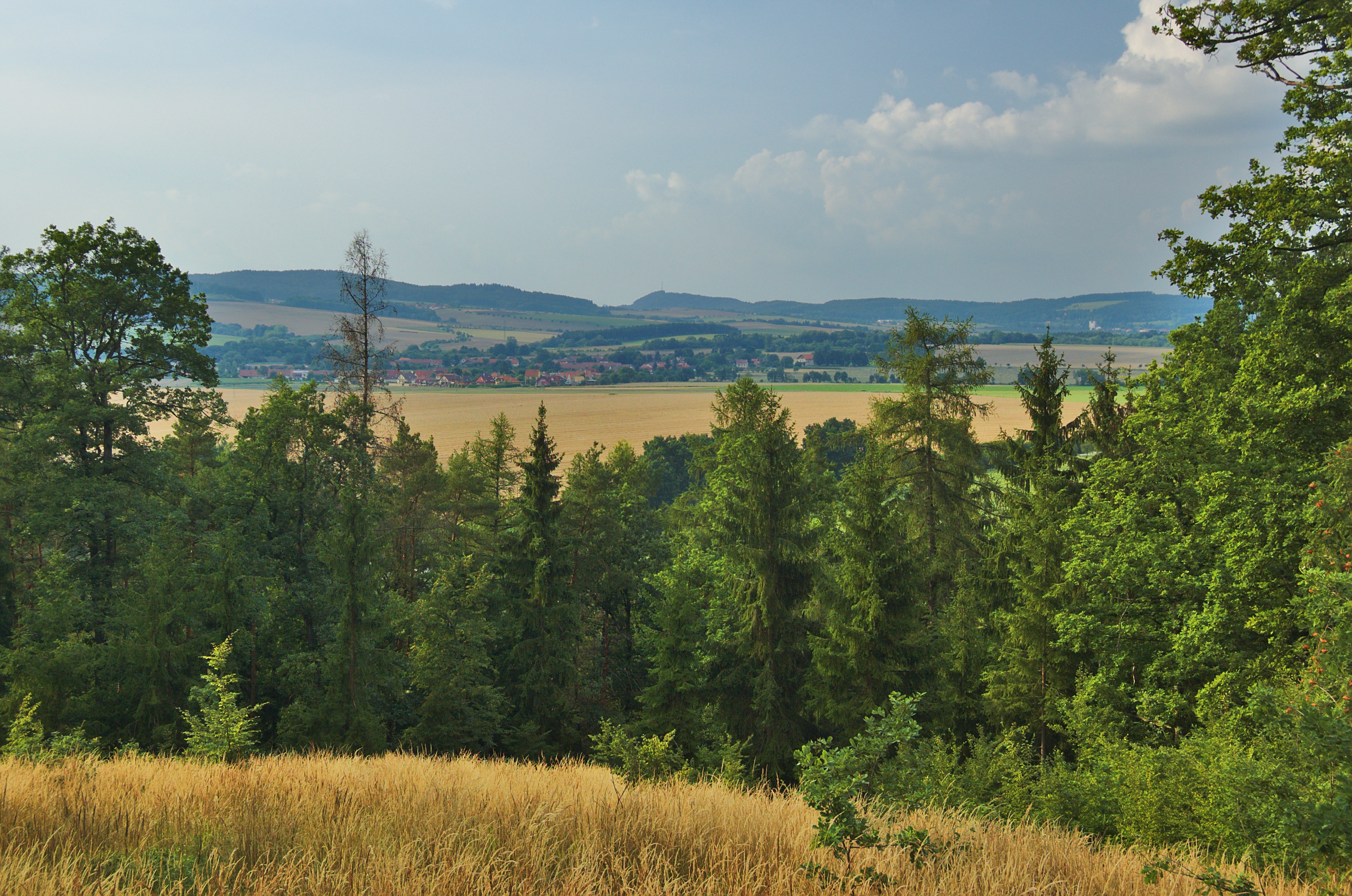
Pohled směrem na Sudice z vrcholové části, v popředí viditelná přírodní a polopřírodní vegetace
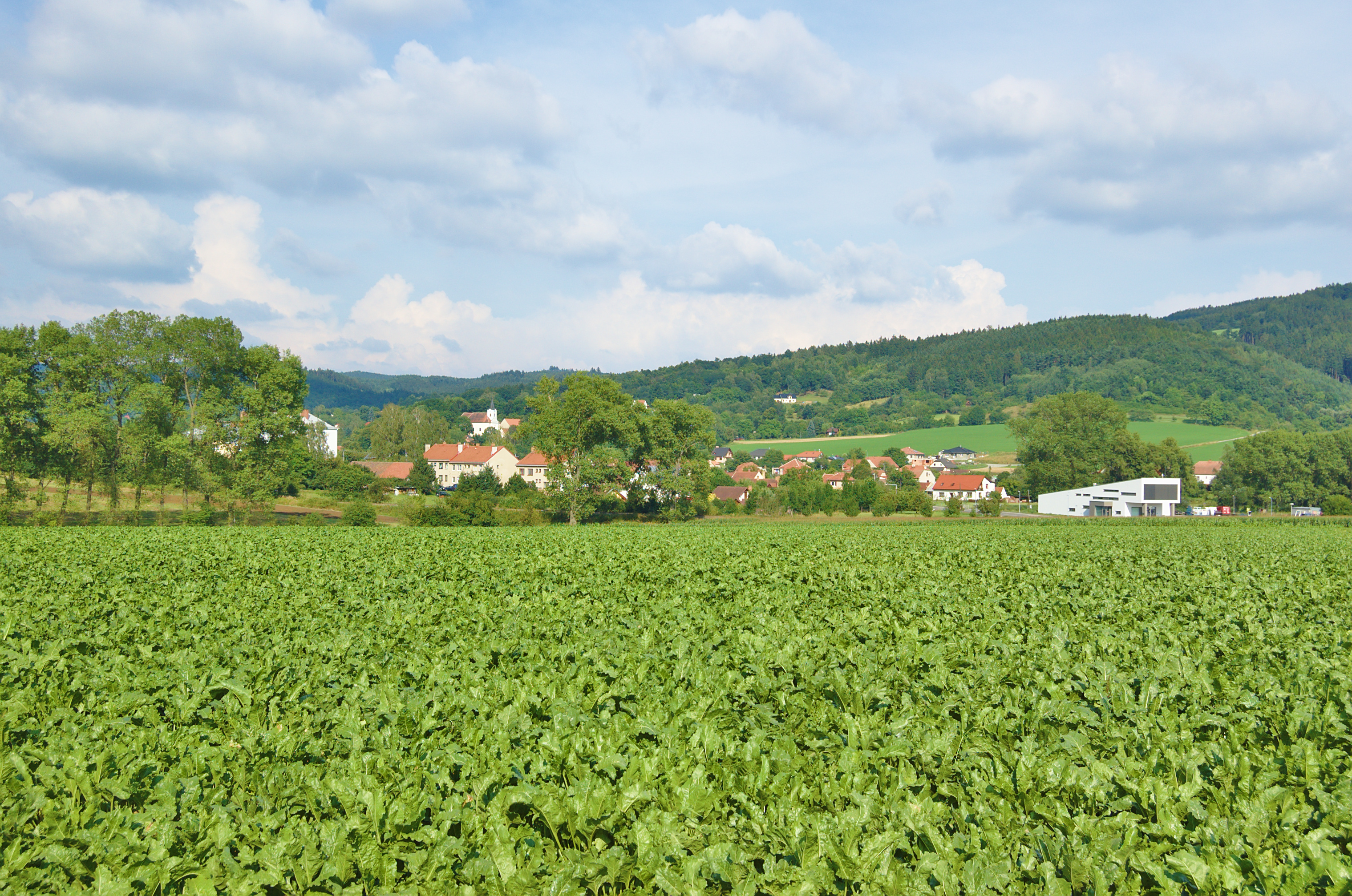
Pohled na Knínice od západu s Mojetínských hřbetem v pozadí
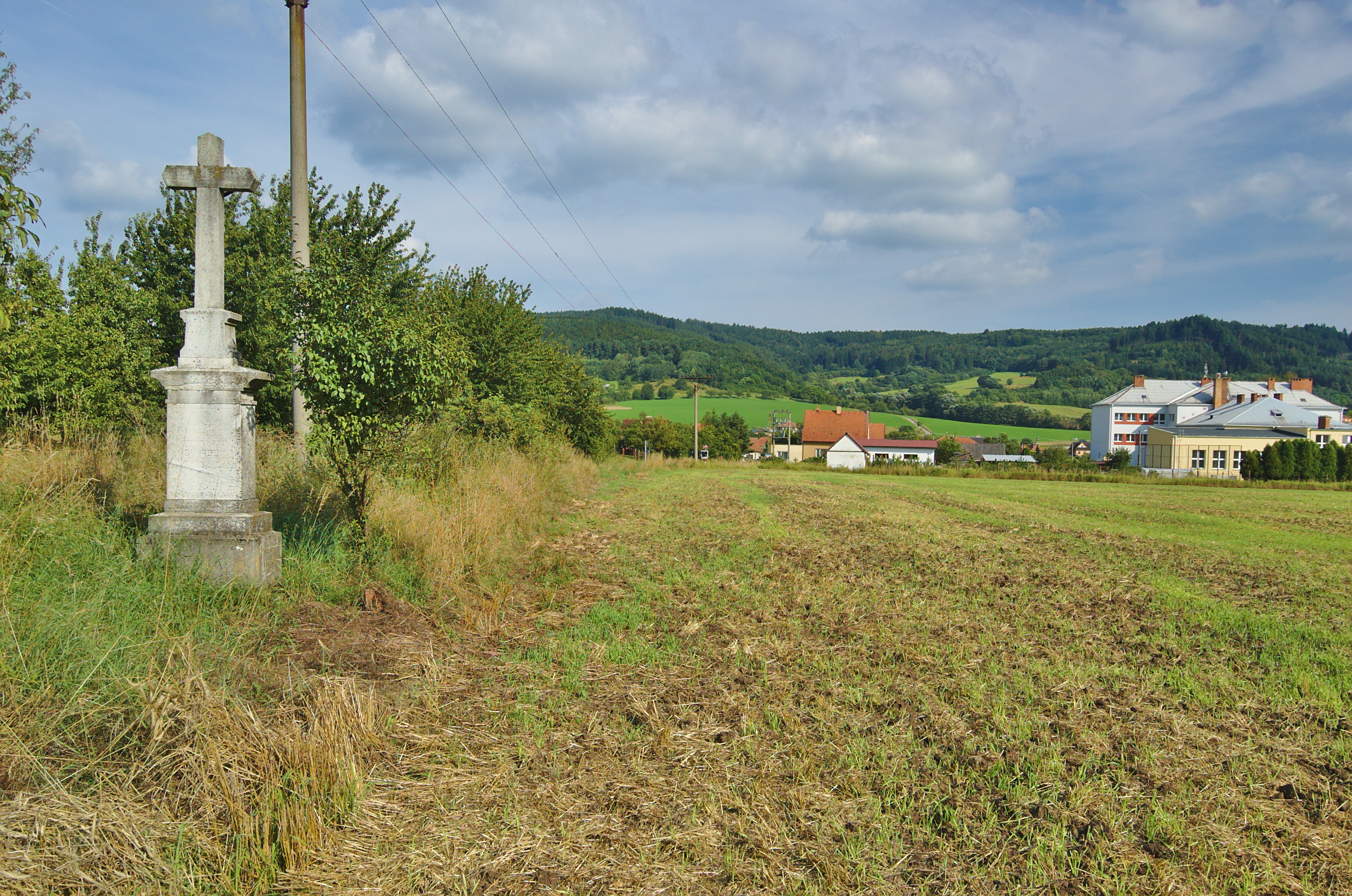
V pozadí obce Knínice lze vidět nejvyšší vrchol, Mojetín
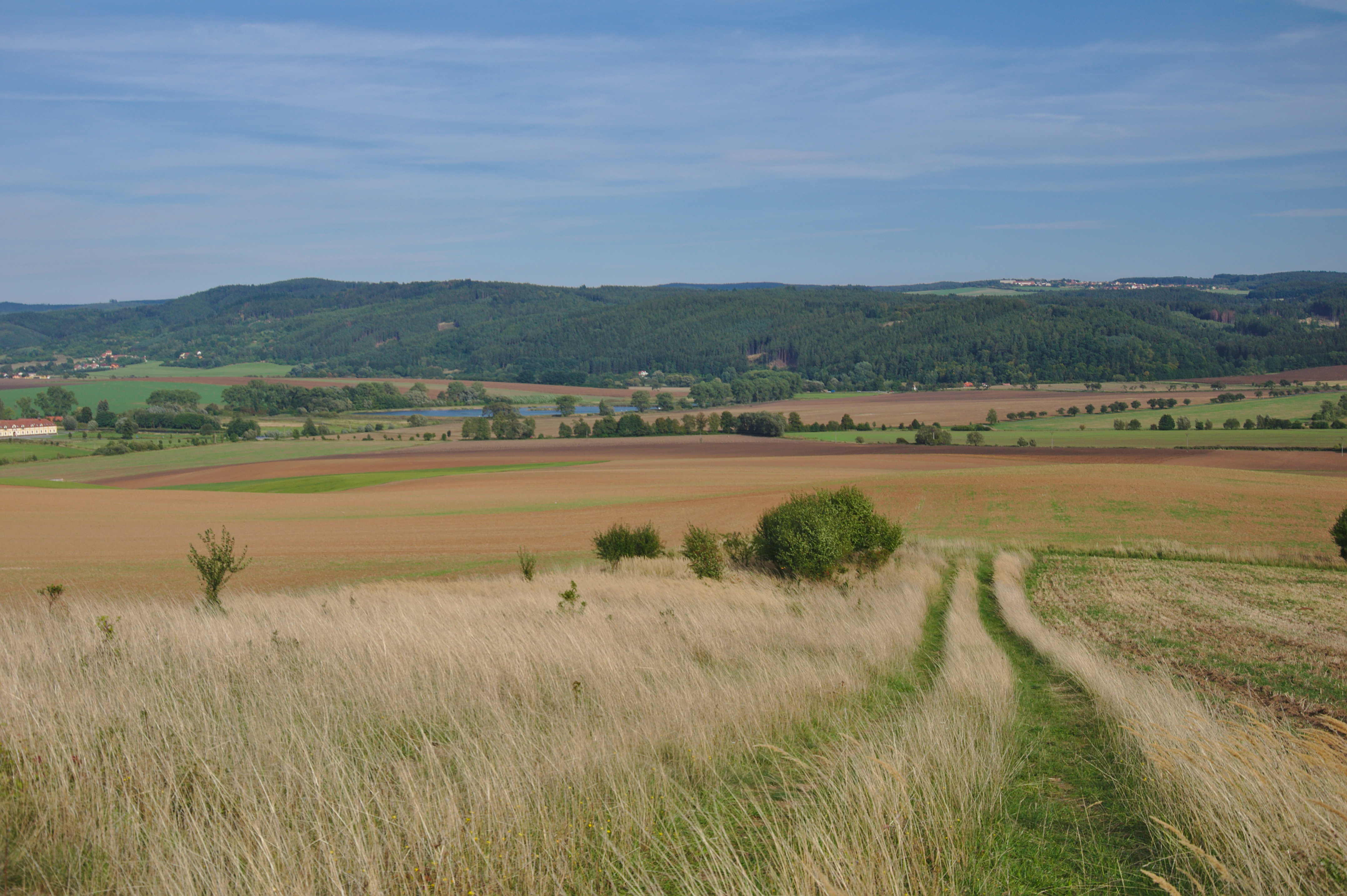
Pohled na hřbet od západu
Panoramatický pohled od západu, Mojetínský hřbet nacházející se ve středu obrázku je zasazen do kontextu sousedních geomorfologických jednotek